# Campionati internazionali Rugby Europe 2022-2023
I campionati internazionali Rugby Europe 2022-23 (in inglese 2022-23 Rugby Europe International Championships) furono la 7ª edizione dei Campionati internazionali Rugby Europe, la 52ª edizione del torneo internazionale organizzato da FIRA-AER/Rugby Europe) nonché il 52º campionato europeo di rugby a 15.
Si tenne dal 4 febbraio 2023 al 19 marzo 2023 tra 8 squadre che si affrontarono in due gironi da quattro ciascuno per determinare le squadre da promuovere ai play-off.
La sua prima divisione, il Campionato, si tenne dal 4 febbraio al 19 marzo 2023 e, rispetto al formato a girone unico delle precedenti edizioni, presentò la formula di due gironi e successive gare di play-off per i piazzamenti (le prime due di ogni girone competono per il titolo europeo, le ultime due per i posti dal quinto all'ottavo); le divisioni inferiori, il Trofeo, la Conference e lo Sviluppo, si tengono altresì a girone unico.
Nella finale tenutasi a Badajoz, in Spagna, la Georgia batté 38-11 il Portogallo, confermandosi campione d'Europa per la sesta volta consecutiva e la quindicesima assoluta; la Romania sconfisse 31-25 la Spagna nella finale per il terzo posto e conquistò il bronzo europeo.
Dal punto di vista statistico, si registrò l'esordio internazionale del Kosovo, al suo primo torneo ufficiale e battuto 7-51 dall'Austria nella partita di debutto della divisione Sviluppo, la più bassa del torneo.
Nella terza divisione, la Conference 1, la Rep. Ceca guadagnò l'accesso al Trofeo 2023-24 dopo aver battuto Israele 64-19 nella finale tra le vincenti dei due gironi di cui si compone tale categoria.
Il valore delle marcature, come stabilito da World Rugby nel 2017, è: 5 punti per ciascuna meta (7 se trasformata), 7 punti per la meta tecnica, 3 punti per la realizzazione di ciascun calcio piazzato, idem per il drop.

## Formula
La formula a girone unico fu mantenuta per tutte le divisioni di torneo, tranne per la prima, il Campionato, che assegna il titolo europeo.
Per tale torneo la formula è la seguente:
- a seguito della sospensione della Russia a tempo indeterminato da Rugby Europe dopo l'aggressione all'Ucraina del febbraio 2022 e la riduzione a 5 partecipanti, si è deciso di portare a 8 le squadre di prima divisione, includendo le tre migliori del Trofeo 2021-22[6]; per comporre i due gironi le squadre hanno avuto un seeding da 1 a 8 (nell'ordine, le migliori 5 del Campionato precedente e a seguire le migliori tre del Trofeo). Il girone A è composto dalle squadre di seeding 1, 4, 5 e 8 (rispettivamente Georgia, Spagna, Paesi Bassi e Germania), mentre il secondo da quelle di seeding 2, 3, 6 e 7 (Romania, Portogallo, Belgio e Polonia)[6].
- ogni squadra incontrò tutte quelle del proprio girone in gara di sola andata (3 incontri)
- nella fase a eliminazione diretta:

- le squadre al terzo e quarto posto d'ogni girone si incontrano per i posti dal quinto all'ottavo (2 incontri).
- le squadre al primo e secondo posto d'ogni girone si incontrano per il titolo di campione.

Nell'ultima giornata di torneo si tennero le quattro finali per l'assegnazione di tutti i posti dal primo all'ottavo.
La composizione dei gironi fu bloccata per due anni: alla fine del campionato 2023-24 la squadra ultima della classifica combinata tra le due edizioni di torneo retrocedette nel Trofeo e fu rimpiazzata da quella che ottenne il miglior punteggio della classifica combinata nello stesso periodo.
Il Campionato si tenne negli stessi fine settimana del Sei Nazioni 2023, mentre invece le altre divisioni si tennero tra l'autunno 2022 e la primavera 2023.
Le finali per il quinto e settimo posto si svolsero al Nationaal Rugby Centrum di Amsterdam (Paesi Bassi), mentre quelle per il terzo posto e il titolo europeo si disputarono allo Stadio Nuevo Vivero di Badajoz (Spagna).
Nelle fasi a gironi, in tutte le divisioni di torneo il sistema di punteggio fu quello dell'Emisfero Sud, ovvero 4 punti a vittoria, 2 a pareggio, zero a sconfitta più eventuali bonus, uno per la squadra che eventualmente perda con sette o meno punti di scarto e uno per la squadra che riesca a marcare tre mete più dell'avversario.
Alla squadra che vince tutti i propri incontri è assegnato un punto in più di bonus.

## Squadre partecipanti
| Campionato  | Campionato | Trofeo   | Conference 1 | Conference 1 | Conference 2 | Conference 2         | Sviluppo |
| Girone A    | Girone B   | Trofeo   | Nord         | Sud          | Nord         | Sud                  | Sviluppo |
| ----------- | ---------- | -------- | ------------ | ------------ | ------------ | -------------------- | -------- |
| Georgia     | Belgio     | Croazia  | Rep. Ceca    | Bulgaria     | Andorra      | Bosnia ed Erzegovina | Austria  |
| Germania    | Polonia    | Lituania | Lettonia     | Cipro        | Danimarca    | Montenegro           | Kosovo   |
| Paesi Bassi | Portogallo | Svezia   | Lussemburgo  | Israele      | Finlandia    | Serbia               |          |
| Spagna      | Romania    | Svizzera | Moldavia     | Malta        | Norvegia     | Turchia              |          |
|             |            | Ucraina  | Ungheria     | Slovenia     |              |                      |          |

## Campionato europeo

### Girone A

#### 1ª giornata
| Arbitro: | Cristian Şerban |

| |    |                        |
| Lashkhi 4’ Tabutsadze 9’, 23’, 32’ Mikautadze 36’ Jalaghonia 40’ Tsutskiridze 53’, 71’ Alania 58’ Matkava 67’ | mt | 48’ Lammers 63’ Stella |
| Matkava 4’, 9’, 23’, 32’, 36’, 40’, 53’, 58’, 67’, 80’                                                        | tr | 63’ Stella             |

| Arbitro: | Paulo Duarte |

|                                  |      |                          |
| Ferrer 23’ Ramiro 40’ Foulds 44’ | mt   | 50’ van Dijk 76’ Raymond |
| Vinuesa 23’, 40’                 | tr   | 50’, 76’ Weersma         |
| Vinuesa 13’, 32’, 61’            | c.p. | 13’ Fortuin 27’ Weersma  |

#### 2ª giornata
| Arbitro: | Ludovic Cayre |

|             |      |                                                                          |
| Bloemen 62’ | mt   | 10’ Niniashvili 19’ Chachanidze 44’, 52’ Chkoidze 67’, 75’ Gachechiladze |
|             | tr   | 10’, 44’, 52’ Abzhandadze 67’, 75’ Matkava                               |
| Weersma 64’ | c.p. |                                                                          |

| Arbitro: | Clara Munarini |

|                      |      |                                                            |
| Paine 24’            | mt   | 8’, 12’ Bell 22’ del Hoyo 67’ Santamaria 80’ Goia Iriberri |
|                      | tr   | 8’, 12’ Guemes                                             |
| Stella 20’, 40’, 65’ | c.p. | 59’ Guemes                                                 |

#### 3ª giornata
| Arbitro: | Alexandru Ionescu |

|                                |      |                                      |
| Lammers 18’ Paine 34’ Wolf 52’ | mt   | 11’ Weersma 27’ van Dijk 48’ tecnica |
| Stella 35’                     | tr   | 11’, 27’ Weersma                     |
| Stella 24’, 60’, 68’, 70’      | c.p. | 3’, 7’, 32’, 40’ Weersma             |

| Arbitro: | Eoghan Cross |

|            |      |                                                                                           |
|            | mt   | 4’, 8’ Tabutsadze 25’ Gigashvili 38’ Abzhandadze 48’ Sharikadze 65’ Todua 68’ Niniashvili |
|            | tr   | 38’, 48’ Abzhandadze 68’ Matkava                                                          |
| Vinuesa 7’ | c.p. |                                                                                           |

#### Classifica girone A
| Pos | Squadra     | G | V | N | P | PF  | PS  | DP   | BMP | Pt |
| --- | ----------- | - | - | - | - | --- | --- | ---- | --- | -- |
| 1   | Georgia     | 3 | 3 | 0 | 0 | 156 | 23  | +133 | 3   | 15 |
| 2   | Spagna      | 3 | 2 | 0 | 1 | 63  | 75  | −12  | 1   | 9  |
| 3   | Paesi Bassi | 3 | 1 | 0 | 2 | 61  | 97  | −36  | 0   | 4  |
| 4   | Germania    | 3 | 0 | 0 | 3 | 55  | 140 | −85  | 1   | 1  |

### Girone B

#### 1ª giornata
| Arbitro: | Saba Abulashvili |

| |      |                                              |
| Simionescu 1’ Chirică 5’, 17’ Butnariu 14’ Gajion 27’ Gontineac 32’, 53’ Vaovasa 42’ Macovei 45’ Irimescu 63’ tecnica 71’ | mt   | 20’ Hudson-Kowalewicz 52’ Fidler 78’ Pozniak |
| Septar 53’ Popoaia 5’, 17’, 27’, 32’, 42’                                                                                 | tr   | 20’, 52’ Banaszek 78’ Piotrowicz             |
| | c.p. | 39’, 61’ Banaszek                            |

| Arbitro: | Hollie Davidson |

|                                                                                                |      |                        |
| V. Pinto 5’ R. Marta 10’ Martins 15’ J. Lima 20’ Belo 45’ N. Sousa 48’ Lucas 60’ Campergue 62’ | mt   | 37’ Cornez 69’ Pazgrat |
| N. Sousa 5’, 10’, 20’, 45’, 48’, 60’, 62’                                                      | tr   | 37’, 69’ Remue         |
|                                                                                                | c.p. | 31’ Remue              |

#### 2ª giornata
| Arbitro: | Andrew Cole |

|                |      |                                                                                                  |
|                | mt   | 2’ Marques 13’, 41’, 46’, 80’ R. Marta 19’, 67’, 71’ V. Pinto 29’ Portela 39’ Tadjer 48’ J. Lima |
|                | tr   | 2’, 19’, 46’, 48’ Marques 80’ Portela                                                            |
| Piotrowicz 10’ | c.p. |                                                                                                  |

| Arbitro: | Mike English |

|              |    |                                                                                  |
| Godsmark 37’ | mt | 7’ tecnica 13’, 43’, 47’ Gontineac 33’ Savin 55’ Cojocaru 61’ Chirică 80’ Tomane |
|              | tr | 13’, 33’, 43’, 47’, 55’, 61’, 80’ Melinte                                        |

#### 3ª giornata
| Arbitro: | Iñigo Atorrasagasti |

|                           |      |                      |
| Szwagrzak 9’ Zeszutek 49’ | mt   | 74’ Cornez 80’ André |
| Piotrowicz 49’            | tr   | 80’ Remue            |
| Piotrowicz 4’, 58’, 79’   | c.p. | 12’ Williams         |

| Arbitro: | Nika Amashukeli |

|                                                        |      |                          |
| Bettencourt 5’, 12’ Madeira 51’ P. Lucas 59’ Diniz 79’ | mt   | 1’ Gontineac 64’ Chirică |
| N. Sousa 5’, 12’, 51’, 59’, 79’                        | tr   | 1’ Popoaia 64’ Melinte   |
| N. Sousa 15’                                           | c.p. | 9’, 45’ Popoaia          |

#### Classifica girone B
| Pos | Squadra    | G | V | N | P | PF  | PS  | DP   | BMP | Pt |
| --- | ---------- | - | - | - | - | --- | --- | ---- | --- | -- |
| 1   | Portogallo | 3 | 3 | 0 | 0 | 157 | 40  | +117 | 3   | 15 |
| 2   | Romania    | 3 | 2 | 0 | 1 | 143 | 70  | +73  | 2   | 10 |
| 3   | Polonia    | 3 | 1 | 0 | 2 | 51  | 147 | −96  | 0   | 4  |
| 4   | Belgio     | 3 | 0 | 0 | 3 | 37  | 131 | −94  | 1   | 1  |

### Finali 5º-8º posto
|  | Semifinali | Semifinali  | Semifinali |          |             | Finale 5º posto | Finale 5º posto | Finale 5º posto |  |
|  |            |             |            |          |             |                 |                 |                 |  |
|  | A3         | Paesi Bassi | 31         |          |             |                 |                 |                 |  |
|  | A3         | Paesi Bassi | 31         |          |             |                 |                 |                 |  |
|  | B4         | Belgio      | 19         |          |             |                 |                 |                 |  |
|  | B4         | Belgio      | 19         |          | Paesi Bassi | Paesi Bassi     | 50              |                 |  |
|  |            |             |            |          | Paesi Bassi | Paesi Bassi     | 50              |                 |  |
|  |            |             | Germania   | Germania | 28          |                 |                 |                 |  |
|  | B3         | Polonia     | Germania   | Germania | 28          | 18              |                 |                 |  |
|  | B3         | Polonia     |            |          |             | 18              |                 |                 |  |
|  | A4         | Germania    | 23         |          |             | Finale 7º posto | Finale 7º posto | Finale 7º posto |  |
|  | A4         | Germania    | 23         |          |             |                 |                 |                 |  |
|  |            |             |            |          |             |                 |                 |                 |  |
|  |            |             |            |          |             | Belgio          | Belgio          | 18              |  |
|  |            |             |            |          |             | Belgio          | Belgio          | 18              |  |
|  |            |             |            |          |             | Polonia         | Polonia         | 17              |  |

#### Semifinali
| Arbitro: | Michael Todd |

|                                         |      |                           |
| Bennie-Coulson 7’, 44’, 67’ Raymond 38’ | mt   | 32’ Remue 50’, 56’ Baudry |
| Weersma 7’, 38’, 44’, 67’               | tr   | 32’, 50’ Remue            |
| Weersma 77’                             | c.p. |                           |

| Arbitro: | Gert Visser |

|                              |      |                      |
| Halaifuana 16’ Wojtowicz 78’ | mt   | 26’ Wolf 68’ Rodwell |
| Piotrowicz 16’               | tr   | 26’, 68’ Stella      |
| Piotrowicz 43’, 51’          | c.p. | 3’, 59’, 64’ Stella  |

#### Finale per il 7º posto
| Arbitro: | Cristian Șerban |

|                     |      |                        |
| Cornez 1’ Remue 63’ | mt   | 5’ Zeszutek 78’ Taufui |
| Remue 63’           | tr   | 5’, 78’ Piotrowicz     |
| Remue 10’, 28’      | c.p. | 25’ Szczepański        |

#### Finale per il 5º posto
| Arbitro: | Shota Tevzadze |

| |    |                                              |
| Scholler 1’ du Plessis 7’ Langelaan 14’ Bennie-Coulson 35’, 48’ Raymond 55’ v. Dijk 67’ Darlington 79’ | mt | 41’ Rinklin 57’ Wolf 63’ tecnica 71’ Lammers |
| Weersma 1’, 7’, 14’, 35’, 55’                                                                          | tr | 41’, 57’, 71’ Stella                         |

### Finali 1º-4º posto
|  | Semifinali | Semifinali | Semifinali |            |         | Finale          | Finale          | Finale          |  |
|  |            |            |            |            |         |                 |                 |                 |  |
|  | A1         | Georgia    | 31         |            |         |                 |                 |                 |  |
|  | A1         | Georgia    | 31         |            |         |                 |                 |                 |  |
|  | B2         | Romania    | 7          |            |         |                 |                 |                 |  |
|  | B2         | Romania    | 7          |            | Georgia | Georgia         | 38              |                 |  |
|  |            |            |            |            | Georgia | Georgia         | 38              |                 |  |
|  |            |            | Portogallo | Portogallo | 11      |                 |                 |                 |  |
|  | B1         | Portogallo | Portogallo | Portogallo | 11      | 27              |                 |                 |  |
|  | B1         | Portogallo |            |            |         | 27              |                 |                 |  |
|  | A2         | Spagna     | 10         |            |         | Finale 3º posto | Finale 3º posto | Finale 3º posto |  |
|  | A2         | Spagna     | 10         |            |         |                 |                 |                 |  |
|  |            |            |            |            |         |                 |                 |                 |  |
|  |            |            |            |            |         | Romania         | Romania         | 31              |  |
|  |            |            |            |            |         | Romania         | Romania         | 31              |  |
|  |            |            |            |            |         | Spagna          | Spagna          | 25              |  |

#### Semifinali
| Arbitro: | Thomas Charabas |

|                                    |      |             |
| R. Marta 29’ Diniz 69’ Marques 72’ | mt   | 17’ Peters  |
| Marques 29’, 69’, 72’              | tr   | 17’ Vinuesa |
|                                    | c.p. | 3’ Vinuesa  |

| Arbitro: | Federico Vedovelli |

|                                                      |      |              |
| Sharikadze 10’ Todua 34’ tecnica 55’ Tabusadze 80+1’ | mt   | 60’ Căpățână |
| Abzhandadze 11’, 35’ Matkava 80+1’                   | tr   | 60’ Melinte  |
| Abzhandadze 2’                                       | c.p. |              |

#### Finale per il 3º posto
| Arbitro: | Chris Busby |

|                                 |      |                                               |
| F. Domínguez 8’ Ferrer 55’, 71’ | mt   | 41’ Simionescu 42’ Chirică 49’ Pop 53’ Rupanu |
| Vinuesa 8’ Guedes 55’           | tr   | 42’ Popoaia                                   |
| Vinuesa 21’, 48’                | c.p. | 37’ Popoaia 75’, 80+2’ Popa                   |

#### Finale
| Arbitro: | Ludovic Cayre |

|                |      |                                                                            |
| Appleton 7’    | mt   | 14’, 25’ Tabutsadze 43’ Mamukashvili 63’ Papadze 70’ Tapladze 77’ Chkoidze |
|                | tr   | 14’, 63’ Abzhandadze 70’, 77’ Matkava                                      |
| Bento 29’, 32’ | c.p. |                                                                            |

## Trofeo europeo
| Data       | Incontro            | Risultato | Sede      |
| ---------- | ------------------- | --------- | --------- |
| 22-10-2022 | Croazia ― Ucraina   | 22-27     | Zagabria  |
| 29-10-2022 | Svezia ― Croazia    | 37-17     | Stoccolma |
| 5-11-2022  | Lituania ― Ucraina  | 39-20     | Šiauliai  |
| 5-11-2022  | Svezia ― Svizzera   | 12-69     | Malmö     |
| 12-11-2022 | Svizzera ― Lituania | 45-6      | Losanna   |
| 11-3-2023  | Ucraina ― Svizzera  | 32-59     | Zagabria  |
| 18-3-2023  | Ucraina ― Svezia    | 38-15     | Spalato   |
| 25-3-2023  | Lituania ― Croazia  | 37-39     | Šiauliai  |
| 1-4-2023   | Lituania ― Svezia   | 15-18     | Šiauliai  |
| 1-4-2023   | Croazia ― Svizzera  | 22-32     | Macarsca  |

| Pos | Squadra  | G | V | N | P | PF  | PS  | P±  | BP | PT |
| --- | -------- | - | - | - | - | --- | --- | --- | -- | -- |
| 1   | Svizzera | 4 | 4 | 0 | 0 | 205 | 72  | 133 | 4  | 20 |
| 2   | Ucraina  | 4 | 2 | 0 | 2 | 117 | 135 | −18 | 1  | 9  |
| 3   | Svezia   | 4 | 2 | 0 | 2 | 82  | 139 | −57 | 1  | 9  |
| 4   | Lituania | 4 | 1 | 0 | 3 | 97  | 122 | −25 | 3  | 7  |
| 5   | Croazia  | 4 | 1 | 0 | 3 | 100 | 133 | −33 | 1  | 5  |

## Conference 1

### Conference 1 Nord
| Data       | Incontro                | Risultato | Sede        |
| ---------- | ----------------------- | --------- | ----------- |
| s.d.       | Lettonia ― Lussemburgo  | 28-0      | per forfait |
| s.d.       | Moldavia ― Lettonia     | 28-0      | per forfait |
| s.d.       | Lussemburgo ― Ungheria  | 28-0      | per forfait |
| s.d.       | Moldavia ― Ungheria     | 28-0      | per forfait |
| 8-10-2022  | Ungheria ― Rep. Ceca    | 21-41     | Budapest    |
| 12-11-2022 | Rep. Ceca ― Moldavia    | 39-13     | Zlín        |
| s.d.       | Lussemburgo ― Moldavia  | 28-0      | per forfait |
| s.d.       | Rep. Ceca ― Lussemburgo | 28-0      | per forfait |
| 29-4-2023  | Lettonia ― Rep. Ceca    | 7-43      | Riga        |
| 6-5-2023   | Ungheria ― Lettonia     | 21-22     | Budapest    |

| Pos | Squadra     | G | V | N | P | PF  | PS  | P±  | BP | PT |
| --- | ----------- | - | - | - | - | --- | --- | --- | -- | -- |
| 1   | Rep. Ceca   | 4 | 4 | 0 | 0 | 151 | 41  | 110 | 4  | 20 |
| 2   | Lussemburgo | 4 | 2 | 0 | 2 | 56  | 56  | 0   | 2  | 10 |
| 3   | Moldavia    | 4 | 2 | 0 | 2 | 69  | 67  | 2   | 2  | 10 |
| 4   | Lettonia    | 4 | 2 | 0 | 2 | 57  | 92  | −35 | 1  | 9  |
| 5   | Ungheria    | 4 | 0 | 0 | 4 | 42  | 119 | −77 | 1  | 1  |

### Conference 1 Sud
| Data       | Incontro            | Risultato | Sede             |
| ---------- | ------------------- | --------- | ---------------- |
| 1-10-2022  | Slovenia ― Cipro    | 7-56      | Lubiana          |
| 15-10-2022 | Malta ― Bulgaria    | 14-23     | Paola            |
| 22-10-2022 | Slovenia ― Malta    | 10-46     | Lubiana          |
| 5-11-2022  | Bulgaria ― Israele  | 34-15     | Sofia            |
| 12-11-2022 | Cipro ― Israele     | 21-22     | Pafo             |
| 25-3-2023  | Malta ― Cipro       | 41-24     | Paola            |
| s.d.       | Israele ― Malta     | 28-0      | per forfait      |
| 22-4-2023  | Israele ― Slovenia  | 50-7      | Kibbutz Yizre’el |
| 29-4-2023  | Bulgaria ― Slovenia | 39-19     | Sofia            |
| 13-5-2023  | Cipro ― Bulgaria    | 35-17     | Nicosia          |

| Pos | Squadra  | G | V | N | P | PF  | PS  | P±  | BP | PT |
| --- | -------- | - | - | - | - | --- | --- | --- | -- | -- |
| 1   | Israele  | 4 | 3 | 0 | 1 | 115 | 62  | 53  | 2  | 14 |
| 2   | Bulgaria | 4 | 3 | 0 | 1 | 113 | 83  | 30  | 1  | 13 |
| 3   | Cipro    | 4 | 2 | 0 | 2 | 146 | 87  | 59  | 2  | 10 |
| 4   | Malta    | 4 | 2 | 0 | 2 | 101 | 85  | 16  | 2  | 10 |
| 5   | Slovenia | 4 | 0 | 0 | 4 | 43  | 101 | −58 | 0  | 0  |

### Spareggio promozione nel Trofeo europeo
| Arbitro: | Ethan Glass |

|                                                                                                  |      |                            |
| Kulhavý 5’ Faktor 10’ Dupuy 30’ Kučera 38’ tecnica 41’ Diviš 56’, 74’ Koblic 67’ Kohout 69’, 75’ | mt   | 80+1’ Nijem                |
| Cimprich 5’, 10’, 30’, 38’, 56’, 74’                                                             | tr   | 80+1’ Abutbul              |
|                                                                                                  | c.p. | 16’, 20’, 27’, 36’ Abutbul |

## Conference 2

### Conference 2 Nord
| Data       | Incontro              | Risultato | Sede       |
| ---------- | --------------------- | --------- | ---------- |
| 1-10-2022  | Danimarca ― Andorra   | 25-10     | Helsinki   |
| 15-10-2022 | Finlandia ― Danimarca | 31-6      | Helsinki   |
| 22-10-2022 | Finlandia ― Norvegia  | 22-3      | Copenaghen |
| 22-4-2023  | Andorra ― Finlandia   | 23-31     | Andorra    |
| 29-4-2023  | Andorra ― Norvegia    | 26-6      | Encamp     |
| 13-5-2023  | Norvegia ― Danimarca  | 10-22     | Stavanger  |

| Pos | Squadra   | G | V | N | P | PF | PS | P±  | BP | PT |
| --- | --------- | - | - | - | - | -- | -- | --- | -- | -- |
| 1   | Finlandia | 3 | 3 | 0 | 0 | 84 | 32 | 52  | 2  | 14 |
| 2   | Danimarca | 3 | 2 | 0 | 1 | 53 | 51 | 2   | 0  | 8  |
| 3   | Andorra   | 3 | 1 | 0 | 2 | 69 | 62 | 7   | 1  | 5  |
| 4   | Norvegia  | 3 | 0 | 0 | 3 | 19 | 70 | −51 | 0  | 0  |

### Conference 2 Sud
| Data       | Incontro                          | Risultato | Sede       |
| ---------- | --------------------------------- | --------- | ---------- |
| 1-10-2022  | Bosnia ed Erzegovina ― Turchia    | 25-13     | Zenica     |
| 8-10-2022  | Serbia ― Montenegro               | 62-0      | Belgrado   |
| 15-10-2022 | Turchia ― Serbia                  | 6-23      | Trebisonda |
| 29-10-2022 | Montenegro ― Bosnia ed Erzegovina | 18-20     | Antivari   |
| 29-4-2023  | Bosnia ed Erzegovina ― Serbia     | 12-40     | Zenica     |
| 13-5-2023  | Montenegro ― Turchia              | 26-24     | Antivari   |

| Pos | Squadra              | G | V | N | P | PF  | PS  | P±  | BP | PT |
| --- | -------------------- | - | - | - | - | --- | --- | --- | -- | -- |
| 1   | Serbia               | 3 | 3 | 0 | 0 | 125 | 18  | 107 | 3  | 15 |
| 2   | Bosnia ed Erzegovina | 3 | 2 | 0 | 1 | 57  | 71  | −14 | 0  | 8  |
| 3   | Montenegro           | 3 | 1 | 0 | 2 | 44  | 106 | −62 | 1  | 5  |
| 4   | Turchia              | 3 | 0 | 0 | 3 | 43  | 74  | −31 | 1  | 1  |

## Sviluppo
| Data      | Incontro         | Risultato | Sede     |
| --------- | ---------------- | --------- | -------- |
| 1-4-2023  | Kosovo – Austria | 7-51      | Pristina |
| 22-4-2023 | Austria – Kosovo | 95-3      | Vienna   |

| Pos | Squadra | G | V | N | P | PF  | PS  | P±   | BP | PT |
| --- | ------- | - | - | - | - | --- | --- | ---- | -- | -- |
| 1   | Austria | 2 | 2 | 0 | 0 | 146 | 10  | +136 | 3  | 11 |
| 2   | Kosovo  | 2 | 0 | 0 | 2 | 10  | 146 | -136 | 0  | 0  |